# William Aubrey Darlington
Pour les articles homonymes, voir Darlington.
William Aubrey Cecil Darlington (1890-1979) était un écrivain britannique et un critique de théâtre qui travailla pendant de nombreuses années pour The Daily Telegraph. Il écrivit aussi des romans, dont Alf's Button (novel) (en), qui fut adapté dans plusieurs films, dont Doublepatte et Patachon magiciens en 1929. Il n'aimait pas le « Cecil » dans son nom et est souvent appelé W.A. Darlington.